# Año Internacional de las Lenguas Indígenas
2019 fue proclamado Año Internacional de las Lenguas Indígenas por la Asamblea General de las Naciones Unidas el 19 de diciembre de 2016, mediante la resolución A/RES/71/178. La iniciativa surgió en respuesta a la creciente preocupación por la rápida desaparición de lenguas indígenas en el mundo y su impacto en la diversidad cultural y el conocimiento ancestral.
La Organización de las Naciones Unidas para la Educación, la Ciencia y la Cultura (UNESCO) fue designada como organismo coordinador de las actividades conmemorativas, en colaboración con otras agencias de la ONU, gobiernos, comunidades indígenas y organizaciones de la sociedad civil.
El Año Internacional se inscribió dentro del marco de la Declaración de las Naciones Unidas sobre los Derechos de los Pueblos Indígenas, que reconoce el derecho de estos pueblos a conservar, reforzar y transmitir sus lenguas a las generaciones futuras. Además, la celebración estuvo alineada con la Agenda 2030 para el Desarrollo Sostenible, destacando el papel de las lenguas indígenas en la educación, la inclusión social y la reducción de desigualdades.

## Actividades y alcance
Durante este año, se realizaron numerosos eventos en todo el mundo para concienciar sobre la situación crítica de las lenguas indígenas y promover acciones para su conservación y revitalización. La UNESCO organizó conferencias, campañas de sensibilización y encuentros con representantes de comunidades indígenas, académicos y responsables de políticas lingüísticas.
Uno de los eventos clave fue la Conferencia Internacional sobre las Lenguas Indígenas, en la que se adoptó la Declaración de Los Pinos (Chapoltepek). Este documento estableció directrices para la protección de las lenguas indígenas a nivel mundial y sirvió como base para la proclamación del Decenio Internacional de las Lenguas Indígenas (2022-2032).
El Foro Permanente para las Cuestiones Indígenas desempeñó un papel fundamental en el seguimiento de las iniciativas y la promoción de políticas lingüísticas inclusivas. En colaboración con la ONU, impulsó la integración de la protección de lenguas indígenas en planes nacionales de desarrollo sostenible.
Se establecieron mecanismos de financiación a través de contribuciones voluntarias, incluyendo aportes de gobiernos, organismos multilaterales y el sector privado. Además, se reforzaron fondos ya existentes, como el Fondo de Contribuciones Voluntarias de las Naciones Unidas para los Pueblos Indígenas, para apoyar proyectos de revitalización lingüística.
La celebración del Año Internacional también puso en relieve la relación entre la preservación de las lenguas indígenas y otros aspectos de la vida de estos pueblos, como el acceso a la justicia, la equidad de género y el bienestar social. Se enfatizó la necesidad de garantizar el acceso a la educación en lenguas indígenas y de empoderar a las mujeres indígenas en los procesos de toma de decisiones sobre políticas lingüísticas y culturales..